# Karimeh Abbud
Karimeh Abbud in arabo كريمة عبّود‎?, nota anche con lo pseudonimo di Lady Photographer (Shefa-'Amr, 18 novembre 1893 – Nazareth, 1940), è stata una fotografa palestinese che ha vissuto e lavorato in Libano e Palestina nella prima metà del ventesimo secolo.

## Biografia
Trascorre i primi anni di vita a Betlemme, dove suo padre As'ad Abbud prestava servizio come pastore laico. Successivamente insieme alla famiglia si trasferisce prima a Beit Jala e poi a Betlemme. Frequenta la scuola cristiana femminile Schmidt Girls School a Gerusalemme.
Il suo interesse per l'arte fotografica nasce quando il padre, in occasione del suo diciassettesimo compleanno, le regala una macchina fotografica con cui Karimeh inizia a ritrarre i membri della sua famiglia, gli amici e i paesaggi di Betlemme. Ha lavorato in Palestina e in Libano durante la prima metà del ventesimo secolo, catturando vasti paesaggi, molti dei quali oggi non esistono più. Attraverso la sua arte, siamo in grado di sperimentare la bellezza di queste regioni nel modo in cui erano 100 anni fa, secondo il suo punto di vista unico. La sua prima fotografia firmata risale all'ottobre del 1919.

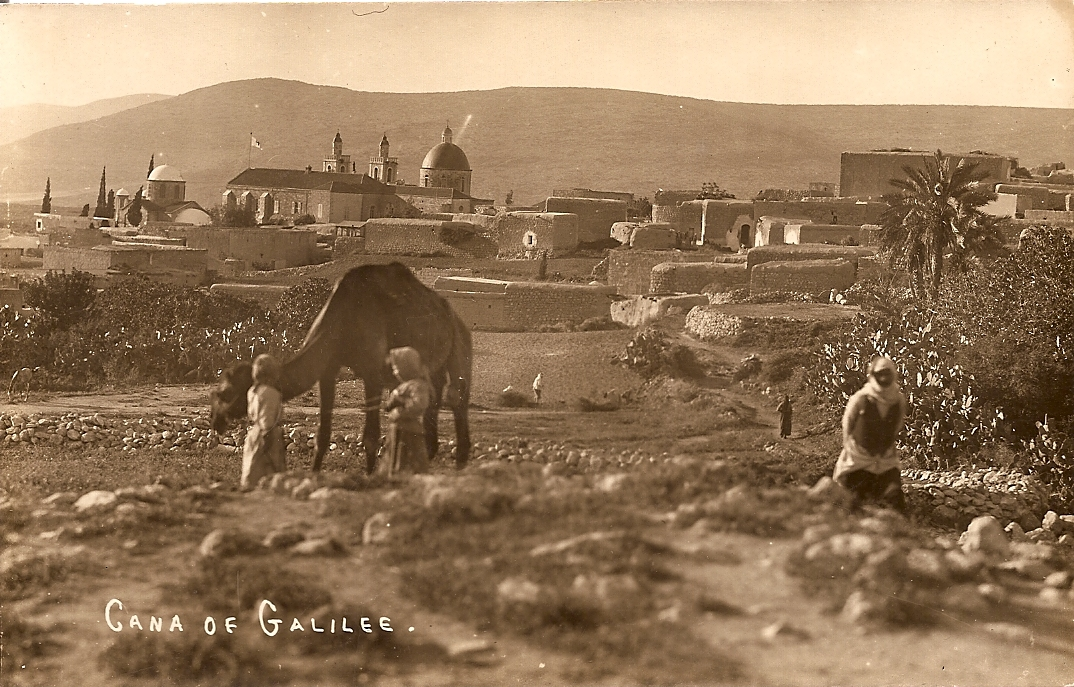
Kafr Kanna

Karimeh studia Letteratura araba presso l'Università americana di Beirut in Libano e nello stesso periodo si reca a Baalbek per fotografare i siti archeologici. Man mano il talento di Abbud ha continuato a svilupparsi, ed è diventata la prima donna palestinese ad aprire uno studio fotografico. Diviene particolarmente richiesta per i suoi ritratti fotografici di donne, bambini e per fotografie di cerimonie. Durante questo periodo è diventata nota soprattutto per il suo stile di ritrattistica spontanea, differente dallo stile europeo che risultava molto curato, ma con poca spontaneità. Abbud amava fotografare i suoi soggetti nelle loro case, lasciando che la sua arte riflettesse i momenti quotidiani e la gestualità naturale di quelle persone
Tra le sue opere più apprezzate, oltre ai ritratti, vi sono i numerosi paesaggi di Haifa, Nazareth, Betlemme e Tiberiade.

## Vita professionale

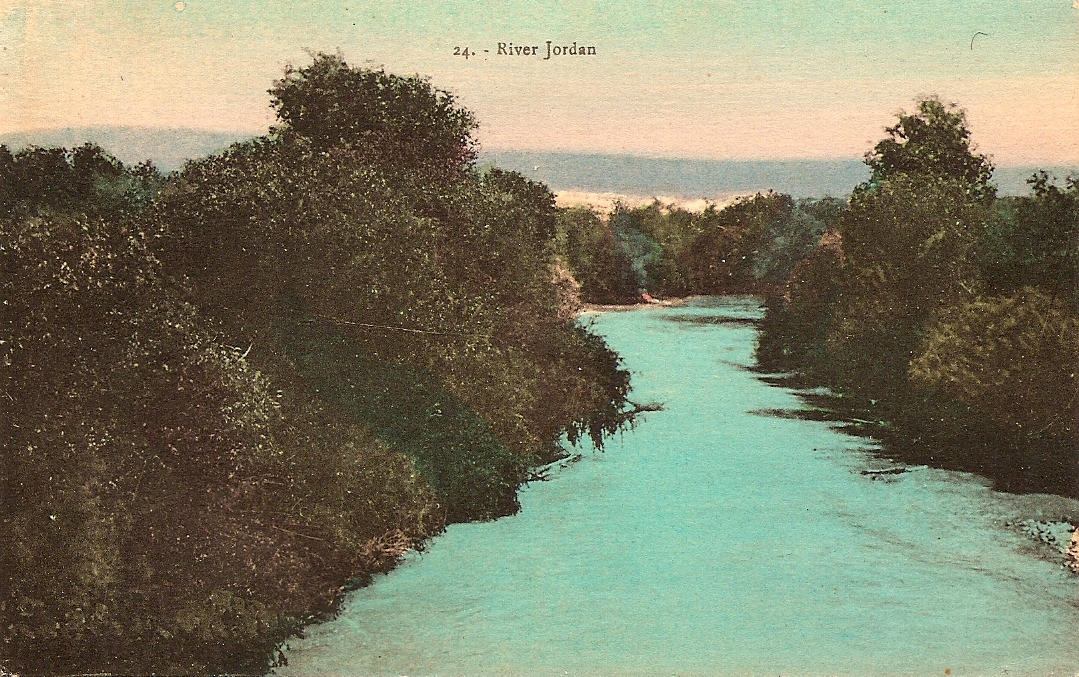
Cartolina a colori del fiume Giordano, di Karimeh Abbud

Lavorò in tutta la Palestina per poi affermarsi, a partire dal 1930, come fotografa professionista a Nazareth, dove si specializzò nelle fotografie di donne e famiglie. Nella città di Nazareth la famiglia Abbud era già nota grazie alla fama del nonno di Karimeh, farmacista presso l'ospedale inglese della città. Le sue fotografie, firmate in arabo e inglese con le parole: "Karimeh Abbud - Lady Photographer - كريمة عبود: مصورة شمس" iniziarono ad essere particolarmente richieste. Durante la metà del 1930, cominciò a proporre copie dipinte a mano di fotografie.

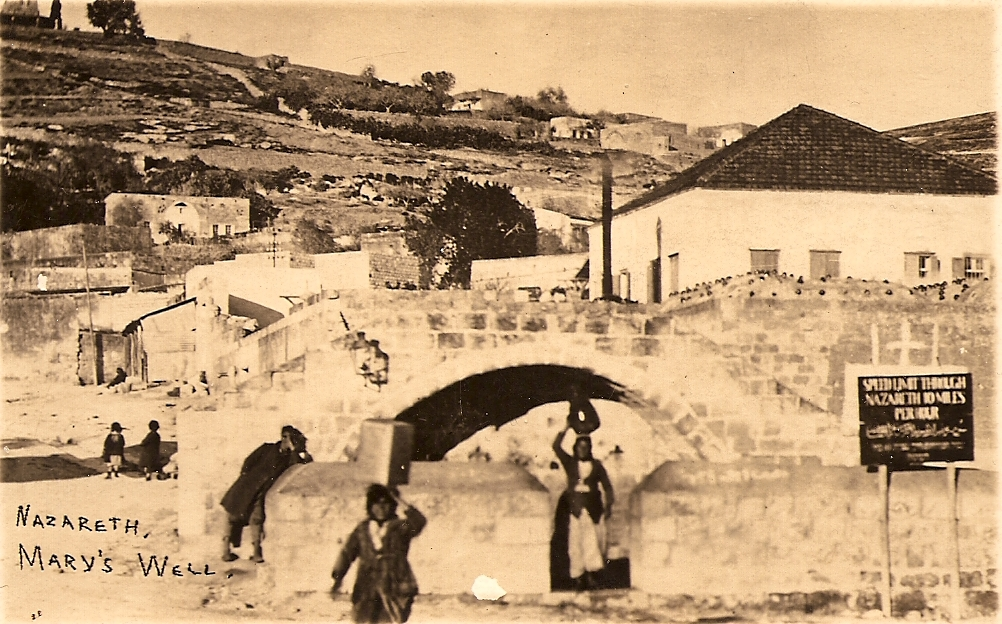
Cartolina di Mary's Well di Karimeh Abbud

Consigliata dalla madre, Karimeh, lascia Nazareth, per trasferirsi prima a Gerusalemme e in seguito a Betlemme.  Non si hanno molte notizie della sua vita durante gli anni intorno alla guerra arabo-israeliana del 1948.La guerra del 1948 ci lasciò con una traiettoria sconosciuta per la vita e il lavoro di Karimeh Abbud. Non sappiamo se fosse stata catturata durante la guerra al di fuori della zona sottoposta al controllo israeliano, o se fosse tornata a Nazareth. Sappiamo, invece, che suo padre morì nel giugno 1949 nella città di Khiam nel sud del Libano. Ciò che è noto è che per gli ultimi 50 anni la maggior parte della sua collezione è stata persa, anche se ha trascorso le sue ultime giornate a Nazareth, dove morì nel 1955. In Algeria, Oman, Libia, Egitto e Iraq si ricorda Karimeh Abbud come prima fotografa della palestina e simbolo di un'arte che non teme il tempo.
Le copie originali del suo esteso portfolio sono state raccolte da Ahmed Mrowat, direttore del Nazareth Archives Project. Nel 2006, Boki Boazz, un collezionista di reliquie israeliane, scoprì più di 400 stampe originali di Abbud in una casa nel Qatamon, un quartiere di Gerusalemme, che fu abbandonata dai loro proprietari in fuga dall'occupazione israeliana nel 1948. Mrowat ha ampliato la sua collezione acquistando le foto da Boazz, la maggior parte delle quali firmate dall'artista.
In pratica, l'importante lavoro fotografico  di Abbud è stato riscoperto solo 50 anni dopo la sua morte.